# Поляков, Стивен
Стивен Поляков (англ. Stephen Poliakoff, род. 1 декабря 1952 года, Лондон, Англия) — английский драматург, режиссёр и сценарист, более всего известный работой на телевидении.
Поляков дебютировал на театральной сцене в начале 70-х годов с пьесами «Lay-By» и «Pretty Boy», но известность и признание критики ему принесли телепостановки «American Days» (ICA, 1979), «Кровавые дети» (ITV, 1980) и «Caught on a Train» (BBC, 1980). Командор ордена Британской империи (CBE, 2007).

## Биография
Родился 1 декабря 1952 года в Лондоне; сын изобретателя и президента компании Multitone Electronics Александра Иосифовича Полякова (1910—1996), внук радиоинженера и изобретателя первых слуховых аппаратов Иосифа Лазаревича Полякова. Семья отца перебралась в Лондон из Москвы в 1924 году; мать — Айна Сэмюэл (англ. Ina Miriam Samuel (Montagu), 1913—1992) — происходила из британского еврейского аристократического семейства, внучка Сэмюэла Монтагю, 1-го барона Суэйтлинг. Родители поженились в 1937 году.. Брат Мартина Полякоффа.
Начал писать пьесы («Бабушка») ещё учась в Вестминстерской школе (англ. Westminster School). В середине 1970-х заявил о себе в театре с пьесами «англ. Hitting Town» и «англ. City Sugar». С 1976 года его пьесы и сценарии активно экранизируются (пьеса «англ. Hitting Town», как эпизод британского телесериала «англ. Plays for Britain»; пьеса «англ. City Sugar», как телефильм; другие его сценарии: «Кровавые дети», «Тихое лоно природы», «Бегуны» и т. д.).
Дебютировал в кино как режиссёр в 1988 году с фильмом «Скрытый город». В 1991 снимает драму «Закрой мои глаза» об инцесте между братом (Клайв Оуэн) и сестрой (Саския Ривз). В 1993 опять работает с Клайвом Оуэном в «Столетии». В 1997 и 1998 снимает «Племя» и «Пища любви».
С 1999 года много снимает для телевидения («Потерянный принц», «Друзья и крокодилы», «Дочь Гидеона» и т. д.). В 2009 году возвращается в кино с фильмом «1939». В фильме сыграли Билл Найи, Ромола Гарай, Джули Кристи, Эдди Редмэйн.
Сёстры — Люсинда Джейн Полякофф (Lucinda Jane Poliakoff, род. 1957), хирург, и Миранда Энн Полякофф (Miranda Ann Poliakoff, род. 1959), искусствовед, директор South Eastern Museums Service (с 1994 года).

## Театральные постановки
- Бабушка / Granny (Westminster School, 1969)
- Lay-By (Edinburgh Festival, 1971)
- Pretty Boy (Royal Court, 1972)
- Berlin Days (Little Theatre, 1973)
- Sad Beat Up (Little Theatre, 1974)
- The Carnation Gang (Bush, 1974)
- Clever Soldiers (Hampstead, 1974)
- Heroes (Royal Court, 1975)
- Hitting Town (Bush, 1975)
- City Sugar (Bush, 1975; Comedy Theatre, 1976; Phoenix Theatre New York, 1978)
- Strawberry Fields (NT Young Vic, 1976; Cottesloe, 1977; Manhattan Theatre Club New York, 1978)
- Shout Across the River (Warehouse Croydon, 1978; Phoenix Theatre New York, 1979)
- American Days (ICA, 1979; Manhattan Theatre Club 1980)
- The Summer Party (Crucible Theatre, Sheffield 1980)
- Favourite Nights (Lyric Theatre Hammersmith, 1981)
- Breaking the Silence (RSC The Pit, 1984)
- Coming In To Land (National Theatre Lyttelton, 1987)
- Playing With Trains (RSC The Pit, 1989)
- Sienna Red (Richmond Theatre, 1992)
- Sweet Panic (Hampstead, 1996)
- Blinded By the Sun (National Theatre Cottesloe, 1996)
- Talk of the City (RSC Swan, Stratford 1998; Young Vic 1999)
- Remember This (National Theatre Lyttelton, 1999)
- Sweet Panic (Duke of York’s, 2003)

(все постановки — лондонские, кроме тех, к которым есть уточнения)

### Телевизионные спектакли
- Caught on a Train (1980)
- Termeszet (Венгрия, 1981)
- Doppelte Welt, Die (ФРГ, 1985)
- She’s Been Away (1989)
- Frontiers (совместная работа с Сэнди Уэлч, 1996)
- The Tribe (1998)
- Shooting the Past (1999)
- Perfect Strangers (2001)
- The Lost Prince (2003)
- Friends and Crocodiles (2006)
- Gideon’s Daughter (2006)
- Joe’s Palace (2007)
- Capturing Mary (2007)

## Фильмография

### Сценарист
- Plays for Britain (телесериал) (эпизод Hitting Town) (1976)
- City Sugar (1978)
- Кровавые дети / Bloody Kids (1979)
- Caught on a Train (1980)
- Тихое лоно природы / A természet lágy ölén (1981)
- Бегуны / Runners (1983)

### Режиссёр
- Скрытый город / Hidden City (1988)
- Закрой мои глаза / Close My Eyes (1991)
- Столетие / Century (1993)
- Пища любви / Food of Love (1997)
- Потерянный принц / The Lost Prince (2003)
- Друзья и крокодилы / Friends & Crocodiles (2005)
- Дочь Гидеона / Gideon’s Daughter (2005)
- 1939 / Glorious 39 (2009)
- Танцы на грани / Dancing on the Edge (2013)
- Близко к врагу / Close to the Enemy (2016)